# Armenischer Fußballpokal 2022/23
Der armenische Fußballpokal 2022/23 war die 32. Austragung des Fußball-Pokalwettbewerbs in Armenien.
Vierzehn Mannschaften nahmen teil. Qualifiziert waren die zehn Mannschaften aus der Bardsragujn chumb 2022/23 sowie vier Teams aus der Aradschin chumb 2022/23. Pokalsieger wurde der FC Urartu Jerewan, der im Finale FC Schirak Gjumri mit 2:1 bezwang. Urartu qualifizierte sich mit dem Sieg für die UEFA Europa Conference League 2023/24.

## Modus
In allen Runden wurden die Begegnungen in einem Spiel ausgetragen. Bei unentschiedenem Ausgang wurde eine Verlängerung gespielt. Stand danach kein Sieger fest, folgte ein Elfmeterschießen.

## 1. Runde
Teilnehmer: 8 Teams aus der ersten Liga und 4 Teams aus der zweiten Liga.
| Datum      |                   | Ergebnis |                       |
| ---------- | ----------------- | -------- | --------------------- |
| 04.10.2022 | FC Ararat Jerewan | 0:4      | FC Ararat-Armenia     |
| 05.10.2022 | MIKA Jerewan      | 1:2      | Gandsassar Kapan      |
| 05.10.2022 | FC West Armenia   | 1:4      | FC Alaschkert Martuni |
| 05.10.2022 | FC Sjunik         | 1:5      | FC Schirak Gjumri     |
| 06.10.2022 | Lernajin Arzach   | 1:3      | FA Wan                |
| 06.10.2022 | BKMA Jerewan      | 0:1      | FC Noah Jerewan       |

## Viertelfinale
Zwei Erstligisten stiegen in dieser Runde ein.
| Datum      |                   | Ergebnis              |                       |
| ---------- | ----------------- | --------------------- | --------------------- |
| 24.11.2022 | FC Schirak Gjumri | 2:0                   | FA Wan                |
| 25.11.2022 | Gandsassar Kapan  | 0:0 n. V. (5:4 i. E.) | FC Alaschkert Martuni |
| 26.11.2022 | FC Ararat-Armenia | 0:4                   | FC Urartu Jerewan     |
| 26.11.2022 | FC Pjunik Jerewan | 3:0                   | FC Noah Jerewan       |

## Halbfinale
| Datum      |                   | Ergebnis              |                   |
| ---------- | ----------------- | --------------------- | ----------------- |
| 05.04.2023 | FC Schirak Gjumri | 1:1 n. V. (5:3 i. E.) | FC Pjunik Jerewan |
| 06.04.2023 | FC Urartu Jerewan | 4:0                   | Gandsassar Kapan  |

## Finale
| Paarung           | FC Schirak Gjumri – FC Urartu Jerewan |
| Ergebnis          | 1:2 (1:1) |
| Datum             | 13. Mai 2023 |
| Stadion           | Wasken Sarkissjan Republikanisches Stadion, Jerewan |
| Schiedsrichter    | Andris Treimanis |
| Tore              | 0:1 Dawid Churzidse (1.), 1:1 Moussa Bakayoko (6), 1:1 Karen Melkonjan (85.) |
| FC Schirak Gjumri | Jegor Atschinow – Arsen Sadojan, Aleksa Vidić, Marko Prljević, Robert Darbinjan – Rafik Misakjan (74. Lewon Darbinjan), Junior Magico Traore, Donald Kodia, Moussa Bakayoko – Ljowa Mrjan (64. Allasane Doumbia), Vally Cisse (79. Robert Hakovjan). Cheftrainer: Edgar Torosjan                                              |
| FC Urartu Jerewan | Alexander Melichow – Nana Antwi (80. Karen Melkonjan), Jewhen Zymbaljuk, Erik Pilojan, Schirajr Margarjan – Ugochukwu Iwu, Aras Özbiliz (90+1' Maksim Majrowitsch), Dawid Churzidse, Marcos Júnior (90.+1' Dramane Salou) – Oleg Poljakow (46. Narek Grigorjan), Dmitro Chljobas (66. Leon Sabua). Cheftrainer: Dimitri Gunko |
| Gelbe Karten      | Ljowa Mrjan – keine |
| Platzverweise     | Moussa Bakayoko (72.) – keine |